# Гурьев, Алексей Иванович
Алексе́й Ива́нович Гу́рьев (1767 (по др. данным 1777) — 6 июля 1819) — российский командир эпохи наполеоновских войн, генерал-майор.

## Биография
Родился в 1767 году (по другим данным — в 1777 году) в семье дворян Калужской губернии.
1 мая 1784 года записан каптенармусом в Московский карабинерный полк. 1 июня 1784 года произведён в вахмистры и переведён в Измайловский лейб-гвардии полк.
В кампанию 1790 года воевал со шведами. В 1791 году был выпущен в капитаны в Мариупольский лёгкоконный полк. Участник польских кампаний 1792 и 1794 годов. В 1801—1802 годах находился в отставке. Будучи подполковником Павлоградского гусарского полка, 12 декабря 1808 года произведён в полковники, а 30 мая 1811 года назначен командиром Польского уланского полка.
В начале 1812 года полк входил в 5-ю бригаду 1-й кавалерийской дивизии и находился во 2-м резервном кавалерийском корпусе 1-й Западной армии. С полком действовал в арьергарде, одним из первых получил награду в этой кампании — орден Св. Владимира 4-й ст. с бантом. Принимал участие в сражениях под Витебском, Смоленском, Бородином, Малоярославцем, Вязьмой, Красным, участвовал в преследовании неприятеля до Борисова. За проявленное отличие был награждён орденом Св. Анны 2-й ст.
Принимал участие в Саксонской кампании 1813 года и Французской кампании 1814 года, находился при осаде Глогау, в битве под Лейпцигом и при взятии Парижа.
В генерал-майоры был произведён 30 ноября 1813. 14 апреля 1818 года был назначен командиром 1-й бригады 3-й гусарской дивизии.
Награждён также российскими орденами Св. Георгия 4-го кл., Св. Владимира 3-й ст.; прусским орденом Красного Орла 2-й ст.; шведским Военным орденом Меча 2-го кл.
Умер 6 июля 1819 года в возрасте 52 лет.

## Награды

### Российские
- Орден Святого Владимира 4 степени (23 июня 1812).
- Орден Святого Владимира 3 степени. (25 февраля 1814).
- Орден Святой Анны 2 степени (19 декабря 1812).
- Орден Святого Георгия 4 класса (26 ноября 1816).

### Иностранные
- Прусский орден Красного Орла 2-го класса (1814)[3]
- Орден «Pour la vertu militaire» (26 мая 1815, ландграфство Гессен-Кассель)[4]
- Шведский военный Орден Меча командорский крест (1816).